# Advanced Synthesis & Catalysis
La Advanced Synthesis & Catalysis (ASC) è una rivista scientifica peer-review non OA che esce due volte al mese e viene prodotta dalla John Wiley & Sons Ltd., con sede nel Regno Unito. L'editor-in-chief è Joe P. Richmond (Heidelberg, DE).
La rivista è autorevole in chimica organica, chimica metallorganica e applicata. Contiene nuovi interessanti risultati da laboratori accademici e industriali per una sintesi organica efficiente, pratica e rispettosa dell'ambiente. Si occupa della catalisi omogenea, eterogenea, organica ed enzimatica come tecnologie chiave per ottenere una chimica verde, pubblica i contributi significativi sui progetti di sintesi, su tecniche di reazione, sulla chimica del flusso e dell'elaborazione continua, sulla catalisi multifase, sui solventi verdi, sull'immobilizzazione e riciclaggio del catalizzatore, sulla scienza della separazione e relativo sviluppo del processo.
Advanced Synthesis & Catalysis acquista nel 2001 il Journal für praktische Chemie (fondato nel 1828).

## Tipi di articoli
La rivista pubblica i seguenti tipi di articoli:
- Commentaries
- Reviews
- Updates
- Full Papers
- Communications
- Reagents & Catalysts Book Reviews Readers
- Organic (Materiali farmaceutici biorganici e organometallici, chimici macromolecolari del mondo accademico e industriale impegnati nella sintesi e nella ricerca e sviluppo dei processi.)

Gruppi secondari: 
- Chimici inorganici impegnati nella ricerca sui catalizzatori
- Ingegneri chimici
- Biotecnologi nella ricerca e sviluppo del processo

## Servizi d'indicizzazione e di abstract
La rivista viene riportata dalle seguenti basi di dati bibliografiche:
- Cambridge Structural Database (Cambridge Crystallographic Data Centre)
- CAS: Chemical Abstracts Service (ACS)
- Catalysts & Catalysed Reactions (RSC)
- CCR Database (Clarivate Analytics)
- Chemical Abstracts Service/SciFinder (ACS)
- ChemInform (Wiley-VCH)
- Chemistry Server Reaction Center (Clarivate Analytics)
- ChemPrep (Clarivate Analytics)
- ChemWeb (ChemIndustry.com)
- CrossFire Beilstein (Elsevier)

- Current Chemical Reactions (Clarivate Analytics)
- Current Contents: Physical, Chemical & Earth Sciences (Clarivate Analytics)
- Index Chemicus (Clarivate Analytics)
- Journal Citation Reports/Science Edition (Clarivate Analytics)
- Methods in Organic Synthesis (RSC)
- Reaction Citation Index (Clarivate Analytics)
- Science Citation Index (Clarivate Analytics)
- Science Citation Index Expanded (Clarivate Analytics)
- Scopus (Elsevier)[1]
- VINITI (All-Russian Institute of Science & Technological Information)
- Web of Science (Clarivate Analytics)

Secondo il Journal Citation Reports, il giornale ha nel 2018 un impact factor di 4.4. Inoltre la rivista si colloca al 4º posto delle 71 in Chimica applicata e al 5° delle 57 in Chimica organica.

## Scopo
Nella prima pagina della tabella dei contenuti di ogni numero vengono mostrati gli obiettivi della rivista.
Mentre la sintesi totale ha raggiunto livelli elevati nel secolo scorso, lo sviluppo di metodologie pratiche ed efficienti sono ancora agli inizi. L'obiettivo di raggiungere reazioni chimiche economiche, in sicurezza ecologica e con risparmio di risorse ed energia richiede un alto livello scientifico di comprensione e uno sforzo combinato di chimici accademici e industriali.
La rivista si concentra sullo sviluppo e applicazione di metodologie e strategie sintetiche efficienti in biorganica, organica, prodotti farmaceutici naturali e chimica dei materiali. I metodi catalitici basati sui complessi metallici o gli enzimi svolgono un ruolo sempre crescente nel raggiungimento dell'efficienza sintetica in tutte le aree di interesse pratico e il chimico sintetico rientra nell'ambito del progetto di tecniche di sintesi di separazione e sviluppo dei processi.